# Tudor Vladimirescu (Brăila)
Tudor Vladimirescu is een Roemeense gemeente in het district Brăila.
Tudor Vladimirescu telt 2124 inwoners.